# Taraxacum sect. Fontana
La  Taraxacum sect. Fontana  Soest, 1959 è una sezione di piante angiosperme dicotiledoni del genere Taraxacum della famiglia delle Asteraceae.

## Etimologia
Il nome scientifico della sezione è stato definito dal botanico Johannes Leendert van Soest (1898-1983) nella pubblicazione " Acta botanica neerlandica" ( Acta Bot. Neerl. 8: 103.) del 1959.

## Descrizione
Habitus. Le specie di questo gruppo in genere sono piante perenni scapose e robuste. La forma biologica prevalente è emicriptofita rosulata (H ros), ossia sono piante erbacee, a ciclo biologico perenne, con gemme svernanti al livello del suolo e protette dalla lettiera o dalla neve e hanno le foglie disposte a formare una rosetta basale. La riproduzione delle specie di questo genere può avvenire normalmente per via sessuale oppure anche in modo apomittico.
Radici. Le radici sono dei grossi fittoni induriti. Il fittone è perenne e quando aumenta in grossezza la sua lunghezza si espande e si contrae alternativamente. Nella radice è presente un lattice amaro.
Fusto. La parte aerea vera e propria del fusto è assente: dalla parte apicale del rizoma, posto al livello del suolo, emerge direttamente la rosetta basale e uno o più peduncoli (fino a 10) cavi e afilli dell'infiorescenza; questi possono essere glabri o villosi (soprattutto nella parte distale). Le piante di questo gruppo sono alte 10 – 20 cm.
Foglie. Le foglie sono solamente basali (rosette radicali) con disposizione alterna lungo il caule. Il picciolo è breve e spesso è alato. La lamina ha una forma strettamente lineare. I margini sono quasi interi con lobi ottusi e spaziati. Le facce sono glabre o debolmente villose e sono colorate di verde chiaro con riflessi madreperlacei.
Infiorescenza. Le infiorescenze sono composte da diversi singoli capolini peduncolati. Raramente da un singolo scapo possono ramificarsi due o tre capolini. I capolini sono formati da un involucro a forma da campanulata a oblunga composto da brattee (o squame) disposte in due serie principali in modo embricato, all'interno delle quali un ricettacolo fa da base ai fiori tutti ligulati. Le brattee si dividono in interne ed esterne (queste ultime formano un calice basale all'involucro). Le brattee esterne, con forme ovali-allungate, sono prive di cornetti apicali, sono inoltre colorate di verde chiaro e sono appressate o patenti (non riflesse). Il ricettacolo è piano e butterato (alla fine diventa convesso), è inoltre nudo, ossia privo di pagliette a protezione della base dei fiori.
Fiori. I fiori (in genere da 15 a 150), tutti ligulati, sono tetra-ciclici (ossia sono presenti 4 verticilli: calice – corolla – androceo – gineceo) e pentameri (ogni verticillo ha in genere 5 elementi). I fiori sono ermafroditi, fertili e zigomorfi.
- Formula fiorale:

*/x K {\displaystyle \infty }, [C (5), A (5)], G 2 (infero), achenio
- Calice: i sepali del calice sono ridotti ad una coroncina di squame.
- Corolla: le corolle sono formate da una ligula terminante con 5 denti. La corolla è colorata di giallo chiaro semplice.
- Androceo: gli stami sono 5 con filamenti liberi e distinti, mentre le antere sono saldate in un manicotto (o tubo) circondante lo stilo.[15] Le antere sono e prive di codette e alla base sono acute. Il polline è tricolporato.[16]
- Gineceo: lo stilo è filiforme. Gli stigmi dello stilo sono due divergenti e ricurvi con la superficie stigmatica posizionata internamente (vicino alla base).[17] L'ovario è infero uniloculare formato da 2 carpelli.
- Fioritura: da luglio ad agosto.

Frutti. I frutti sono degli acheni con pappo. Gli acheni sono piccoli e di colore grigio-brunastro; la forma del corpo, variabile da oblanceoloide a obovoide o fusiforme, è appiattita, angolosa (con 4 - 12 coste), con becco e pappo finale; la superficie in genere è glabra, mentre nella parte superiore (in prossimità del becco allungato) è ricoperta da numerosi tubercoli ed aculei. Il pappo è persistente ed è formato da numerose (da 50 a 100) setole bianche (peli semplici) disposte su una serie.

## Biologia
- Impollinazione: l'impollinazione avviene tramite insetti (impollinazione entomogama tramite farfalle diurne e notturne).
- Riproduzione: la fecondazione avviene fondamentalmente tramite l'impollinazione dei fiori (vedi sopra).
- Dispersione: i semi (gli acheni) cadendo a terra sono successivamente dispersi soprattutto da insetti tipo formiche (disseminazione mirmecoria). In questo tipo di piante avviene anche un altro tipo di dispersione: zoocoria. Infatti gli uncini delle brattee dell'involucro si agganciano ai peli degli animali di passaggio disperdendo così anche su lunghe distanze i semi della pianta.

## Distribuzione e habitat
- Distribuzione: in Italia le specie di questo gruppo si trovano soprattutto a quote alpine. Altrove sono presenti nell'areale dell'Europa e del Mediterraneo.
- Habitat: l'habitat preferito per queste piante sono i terreni con ristagno d'acqua; quindi sorgenti e prati palustri.
- Distribuzione altitudinale: sui rilievi, in Italia, queste piante si possono trovare tra 2.000 e 2.600 m s.l.m..

## Tassonomia
La famiglia di appartenenza di questa voce (Asteraceae o Compositae, nomen conservandum) probabilmente originaria del Sud America, è la più numerosa del mondo vegetale, comprende oltre 23.000 specie distribuite su 1.535 generi, oppure 22.750 specie e 1.530 generi secondo altre fonti (una delle checklist più aggiornata elenca fino a 1.679 generi). La famiglia attualmente (2021) è divisa in 16 sottofamiglie.

### Filogenesi
Il genere di questa voce appartiene alla sottotribù Crepidinae della tribù Cichorieae (unica tribù della sottofamiglia Cichorioideae). In base ai dati filogenetici la sottofamiglia Cichorioideae è il terz'ultimo gruppo che si è separato dal nucleo delle Asteraceae (gli ultimi due sono Corymbioideae e Asteroideae). La sottotribù Crepidinae fa parte del "quarto" clade della tribù; in questo clade è in posizione "centrale" vicina alle sottotribù Chondrillinae e Hypochaeridinae.
La sottotribù è divisa in due gruppi principali uno a predominanza asiatica e l'altro di origine mediterranea/euroasiatica. Da un punto di vista filogenetico, all'interno della sottotribù, sono stati individuati 5 subcladi. Il genere di questa voce appartiene al subclade denominato "Ixeris-Ixeridium-Taraxacum clade". Nel clade Ixeris-Ixeridium-Taraxacum i primi due generi (Ixeris e Ixeridium) formano un "gruppo fratello", mentre il grande genere Taraxacum è in posizione "basale". In posizione intermedia, questo clade include anche il genere Askellia. [La precedente configurazione filogenetica è basata sull'analisi di alcune particolari regioni (nrITS) del DNA; analisi su altre regioni (DNA del plastidio) possono dare dei risultati lievemente diversi.]
I caratteri distintivi per il genere Taraxacum sono:
- le piante sono rizomatose;
- le foglie sono riunite in rosette radicali;
- le infiorescenze sono formate da capolini solitari e terminali;
- le brattee sono disposte in due serie;
- il tubo della corolla ha all'apice dei ciuffi di lunghi peli;
- i capolini hanno un numero elevato di fiori (fino a 300);
- i numeri cromosomici sono elevati;

Il genere Taraxacum è composto da numerosi "stirpi" o "aggregati" (o sezioni tassonomiche) le cui specie differiscono poco una dall'altra. La causa di questa elevata presenza di "specie collettive" è l'apogamia collegata a processi di poliploidizzazione (spesso sono presenti individui triploidi, tetraploidi, pentaploidi, esaploidi, e oltre). Un altro fattore importante per spiegare le variazioni, oltre alle mutazioni genetiche, è l'ibridazione.

Il successo della diffusione di questo genere (e anche della sua variabilità) è dato inoltre dal fatto che facilmente le sue specie si adattano ad ogni tipo di habitat (per questo in più parti sono considerate piante invasive); oltre a questo il "soffione", l'organo di supporto per la riproduzione, può contenere oltre un centinaio di pappi con relativi semi. 

Altre ricerche hanno collegato la maggiore frequenza della comparsa dell'apogamia in gruppi di specie situate in areali fortemente influenzati dall'antropizzazione; viceversa altri gruppi relegati in ambienti naturali più tranquilli si presentano con minore variabilità e una diploidia più bassa e costante. Per i motivi sopra esposti questo genere viene più facilmente descritto attraverso il concetto di "aggregato" (o specie collettive o sezioni), piuttosto che attraverso singole specie di difficile definizione. Attualmente (2022) il genere Taraxacum è suddiviso in 50 - 60 sezioni (secondo i vari Autori). In Europa sono presenti 35 sezioni, mentre in Italia sono presenti 16 sezioni (con circa 150 specie).
I caratteri distintivi per le specie di questa sezione sono:
- l'habitat tipico per queste piante sono i terreni con ristagno d'acqua;
- i margini delle foglie sono quasi interi (i lobi sono ottusi e spaziati);
- il picciolo è decorrente;
- le brattee esterne dell'involucro sono prive di cornetti apicali, sono inoltre colorate di verde chiaro e sono appressate o patenti (non riflesse);
- gli acheni sono privi della componente rossa (sono colorati di grigio-bruno):
- il becco degli acheni è allungato (meno del doppio del corpo).

### Elenco delle specie
La sezione di questa voce ha 20 specie (delle quali 12 sono presenti sul territorio italiano):
Specie italiane
- Taraxacum absurdum   Soest, 1966 - Distribuzione: in Italia si trova nelle Alpi Orientali; altrove è presente in Svizzera, Austria e Germania.
- Taraxacum aurantellum   Soest, 1959 - Distribuzione: in Italia è da definire; altrove è presente in Francia, Svizzera, Austria e Germania.
- Taraxacum croceicarpum   Soest, 1969 - Distribuzione: in Italia si trova in Trentino-Alto Adige; altrove è presente in Svizzera, Austria, Germania e ex Jugoslavia.
- Taraxacum fontanicola   Soest, 1959 - Distribuzione: in Italia si trova in Friuli e Trentino-Alto Adige; altrove è presente in Europa centrale.
- Taraxacum fontanosquameum   Soest, 1959 - Distribuzione: in Italia è da definire; altrove è presente in Europa centrale.
- Taraxacum fontanum   Hand.-Mazz., 1907 - Tarassaco delle fonti: l'altezza massima della pianta è di 10 – 20 cm; il ciclo biologico è perenne; la forma biologica è emicriptofita rosulata (H ros); il tipo corologico è  Endemico - Est Alpico ; l'habitat tipico sono le sorgenti e i prati lacustri; in Italia si trova in Trentino e nella Lombardia fino ad una quota tra 2.000 e 2.600 m s.l.m.. Altrove si trova in Europa centrale e orientale.
- Taraxacum insubricum   Soest. 1966 - Tarassaco dell'Insubria: il tipo corologico è  Endemico ; in Italia si trova nelle Alpi Retiche.
- Taraxacum magnopyramidophorum   Soest, 1969 - Distribuzione: in Italia si trova in Trentino-Alto Adige; altrove è presente in Europa centrale.
- Taraxacum peralatum   Soest, 1959 - Distribuzione: in Italia è da definire; altrove è presente in Europa (dalla Francia all'Ucraina).
- Taraxacum pohlii   Soest, 1959 - Distribuzione: in Italia si trova nelle Alpi Retiche; altrove è presente in Europa (dalla Francia all'Ucraina).
- Taraxacum rufocarpum   Soest, 1959 - Distribuzione: in Italia si trova nelle Alpi Retiche; altrove è presente in Europa centrale.
- Taraxacum silvicola   Soest, 1959 - Distribuzione: in Italia è da definire; altrove è presente in Francia, Svizzera, Austria e Bulgaria.

La tabella seguente mette in evidenza alcuni dati relativi all'habitat, al substrato e alla distribuzione della specie alpina tipo di questo gruppo...
| Specie | Comunità vegetali | Piani vegetazionali | Substrato | pH     | Livello trofico | H2O   | Ambiente       | Zona alpina    |
| --- | ----------------- | ------------------- | --------- | ------ | --------------- | ----- | -------------- | -------------- |
| Taraxacum fontanum | 7                 | alpino subalpino    | Ca - Si   | neutro | alto            | umido | C3 D1 D2 E1 F3 | Alpi Orientali |
| Legenda e note alla tabella. Substrato: con “Ca/Si” si intendono rocce di carattere intermedio (calcari silicei e simili). Zona alpina: vengono prese in considerazione solo le zone alpine del territorio italiano (sono indicate le sigle delle province). Comunità vegetali: 7 = comunità delle paludi e delle sorgenti Ambienti: C3 = ghiaioni, morene e pietraie; D1 = sorgenti e cadute d'acqua; D2 = bordi dei ruscelli; E1 = paludi e torbiere basse; F3 = prati e pascoli mesofili e igrofili. |                   |                     |           |        |                 |       |                |                |

Altre specie

Nell'areale dell'Europa e del Mediterraneo sono presenti le altre seguenti 8 specie:
- Taraxacum binilobatum Sahlin, 1982 - Distribuzione: Francia e Svizzera.
- Taraxacum cochleatophyllum  Soest, 1966 - Distribuzione: Austria e ex Jugoslavia.
- Taraxacum graecofontanum  A. J. Richards & Sonck, 1991 - Distribuzione: Grecia
- Taraxacum latericulum  R. Doll, 1977 - Distribuzione: Europa centrale.
- Taraxacum obovatifolium  Soest, 1966 - Distribuzione: Austria e ex Jugoslavia.
- Taraxacum pomposum  Štĕpánek & Kirschner, 2013 - Distribuzione: Francia
- Taraxacum pseudoboreigenum  Soest, 1959 - Distribuzione: Svizzera
- Taraxacum renosense  Soest, 1957 - Distribuzione: Francia

### Sinonimi
Sono elencati alcuni sinonimi per questa entità:
- Taraxacum fontanum aggr.